# Oris
Oris SA es una marca de lujo suiza, dedicada a la manufactura de relojes mecánicos. La empresa fue fundada en 1904 y tiene su sede en Hölstein, en el cantón de Basilea-Campiña.

## Historia

### Origen y crecimiento inicial
Oris fue fundada por Paul Cattin y Georges Christian en la ciudad suiza de Hölstein. Compraron la fábrica de relojes Lohner & Co, cerrada hacía poco tiempo, y el 1 de junio de 1904 los dos hombres firmaron un contrato con el alcalde local. Bautizaron su nueva empresa de relojes Oris en honor a un arroyo cercano y comenzaron la fabricación industrial de relojes de bolsillo. En su año de fundación, Oris empleaba a 67 personas.
En 1906, la firma abrió una planta de ensamblaje y una segunda fábrica en la cercana ciudad de Holderbank. Otra fábrica le siguió en Como en 1908. En 1911, Oris se había convertido en el mayor empleador de Hölstein, con más de 300 trabajadores. En 1914, Oris había producido más de un millón de relojes. Para atraer a más relojeros, construyó casas y apartamentos para su personal y se expandió de modo que en 1929 tenía fábricas adicionales en Courgenay (Jura) (1916), Herbetswil (1925) y Ziefen (1925). Una vez que todas las plantas funcionaron a plena capacidad, Oris se jactaba de poder crear "un reloj cada tres segundos".

### Los primeros relojes de pulsera Oris
Con la apertura de la fábrica de Ziefen y la planta de galvanizado en Herbetswil, Oris amplió su gama de productos. La empresa comenzó a adaptar brazaletes con hebilla a sus relojes de bolsillo, transformándolos así en relojes de pulsera completamente desarrollados. La firma comenzó a centrarse en la incipiente industria de la aviación. En 1911, se desarrolló un reloj de bolsillo para pilotos y, en 1917, creó su primer reloj de piloto para llevar en la muñeca.
En 1927 murió el cofundador de la empresa, Georges Christian, y Jacques-David LeCoultre se convirtió en presidente del consejo de administración. Jacques-David LeCoultre era el nieto de Antoine LeCoultre, el hombre que se asoció con Edmond Jaeger para formar Jaeger-LeCoultre en 1937. Tras la muerte de Georges Christian un año antes, Oscar Herzog, cuñado de Christian, asumió el cargo de director general en 1928, cargo que ocupó durante 43 años.

### El Estatuto de la Relojería Suiza
El 12 de marzo de 1934, el gobierno suizo introdujo una ley conocida como el Estatuto de la relojería, cuyo objetivo era proteger y regular la industria relojera suiza. La ley autorizó un "cártel", formado por 2.241 empresas miembro designadas, el 79% de las cuales no podían tener más de 20 empleados. En ese momento, Oris empleaba a cientos de personas, lo que la hacía demasiado grande para unirse al cártel oficial de fabricantes suizos. La ley impedía a las grandes empresas de relojes introducir nuevas tecnologías sin permiso. Para Oris, el estatuto resultó ser un obstáculo, porque hasta ese momento, la compañía había estado utilizando movimientos con escapes de pasadores (escapes Roskopf), que se afirmaba que eran menos precisos que los escapes de palanca utilizados por algunos de sus competidores.

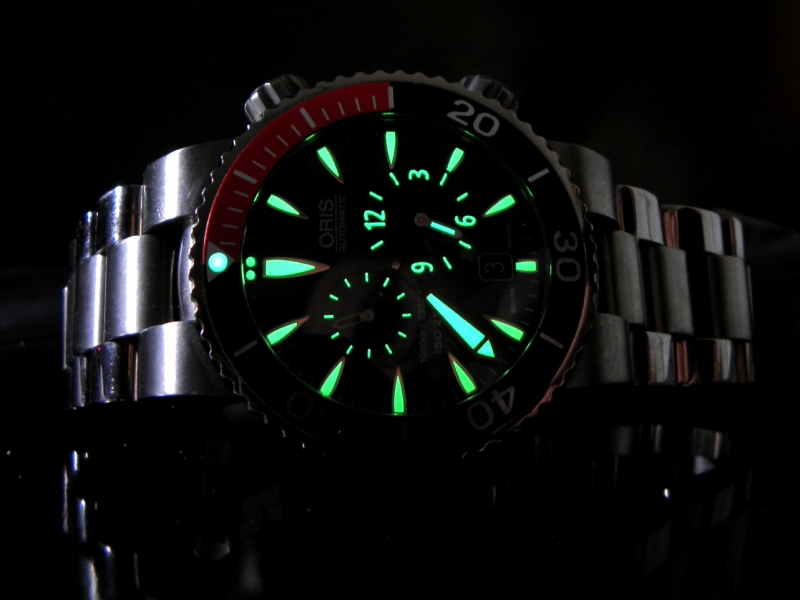
Oris Meistertaucher mostrando su iluminación

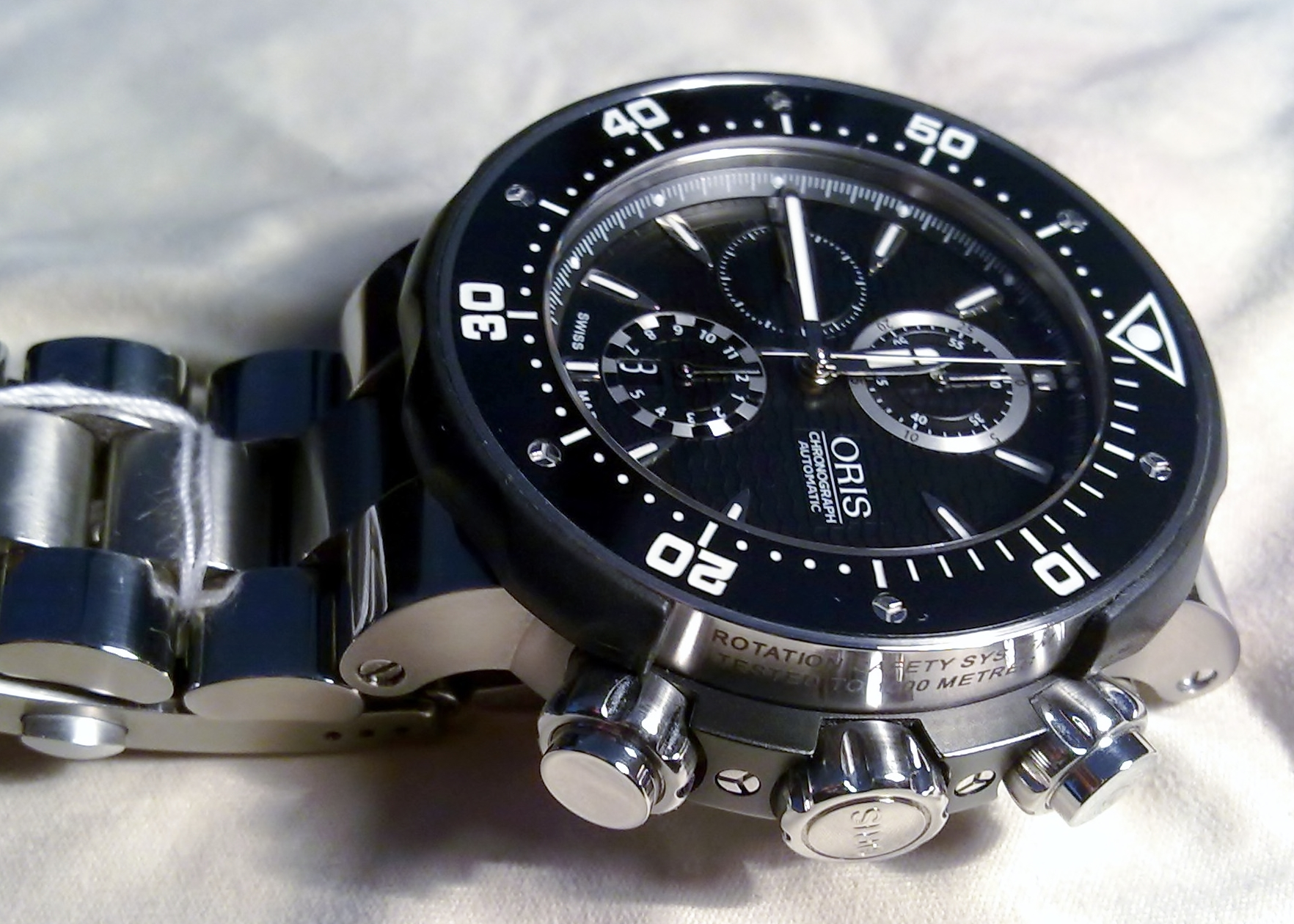
Cronógrafo Oris ProDiver

A pesar del continuo éxito comercial de los escapes de áncora, Oris emprendió acciones contra el Estatuto de la Relojería para permitir que la empresa adoptara el escape de áncora más preciso y duradero. En 1956, el director general de la empresa, Oscar Herzog, contrató a un joven abogado llamado Rolf Portmann, que pasó sus primeros 10 años en la empresa haciendo campaña para revocar el Estatuto de la Relojería. Posteriormente, el sector se liberalizó gradualmente, hasta la abolición del estatuto en 1971. A continuación, Oris pudo fabricar relojes suizos con escape de áncora, el primero de los cuales fue el Calibre 645 automático, seguido poco después por el movimiento Calibre 652, que recibió la certificación completa como cronómetro, la más alta distinción en cuanto a precisión, por parte del Observatorio Astronómico de Neuchâtel.

### Años de guerra y etapa posterior
En 1936, Oris abrió su propia fábrica de esferas en Biena. En ese momento, la empresa producía casi todos los elementos de sus relojes por sí misma. Oris presentó su reloj emblemático para pilotos de aviación en 1938, el llamado Big Crown. La colección tomó su nombre de la corona de gran tamaño del reloj, que se utilizaba como ayuda para los aviadores que ajustaban sus relojes mientras llevaban guantes de cuero. Hoy en día se siguen produciendo variantes de este reloj.

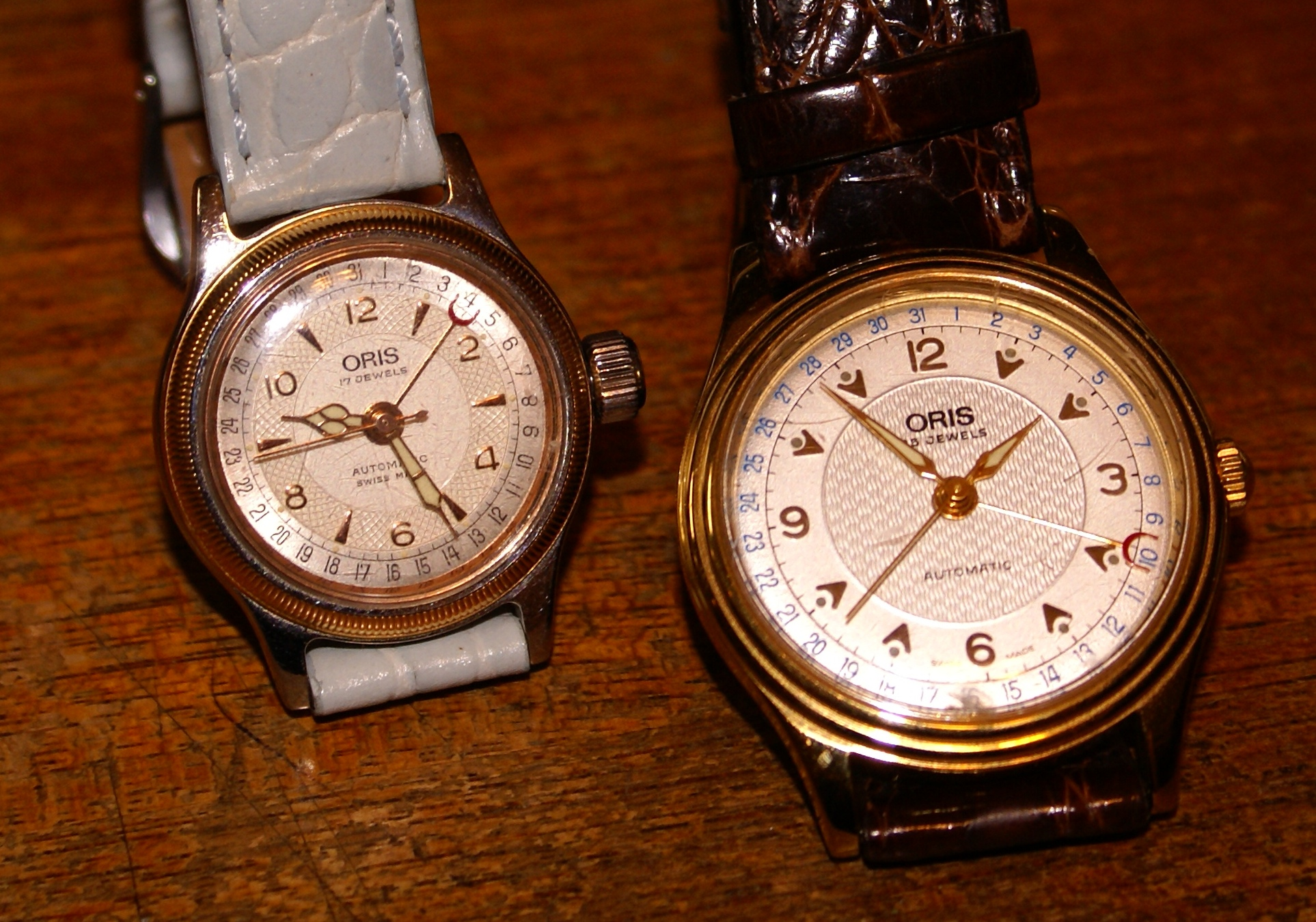
Relojes Oris antiguos con complicaciones de fecha y puntero

Durante la Segunda Guerra Mundial, la red de distribución de Oris fuera de Suiza se redujo significativamente, debido a la disminución de la demanda de los consumidores, así como a las limitaciones de exportación y producción impuestas por el gobierno. Para mantener vivo el negocio, la empresa comenzó a fabricar despertadores. Durante la guerra, la producción de relojes despertadores eclipsó a los relojes de pulsera.
En 1948 expiró la patente de Rolex sobre el movimiento automático de rotor central, lo que permitió a Oris presentar un movimiento automático propio, que incluía un indicador de reserva de marcha, algo bastante raro en ese momento (1952). En 1956, la empresa utilizó su experiencia con los relojes para introducir una función de alarma en su reloj de pulsera modelo Calibre 601. El primer Oris Diver (reloj para submarinismo) se lanzó en 1965, con grandes números cardinales resaltados por cuñas luminiscentes invertidas y utilizando los movimientos internos Oris calibre 654 y calibre 484. El reloj de buceo original fue recreado en 2015 con el Divers Sixty-Five, una colección de relojes de buceo de inspiración clásica.

### La crisis del cuarzo
A finales de los años 1960, el 44 por ciento de todos los relojes vendidos en el mundo se producían en Suiza. Oris empleaba a 800 personas en una red de fábricas en Hölstein y en localidades cercanas, y producía 1,2 millones de relojes al año, lo que la convertía en una de las 10 empresas relojeras más grandes del mundo. La empresa desarrollaba sus propias herramientas y maquinaria, e incluso dirigía un programa de aprendizaje, formando a 40 ingenieros y relojeros cada año.
El 25 de diciembre de 1969, Seiko presentó el Astron, el primer reloj de cuarzo del mundo, que marcó el comienzo de la revolución del cuarzo. El primer reloj analógico de cuarzo suizo, el Ébauches SA Beta 21, se presentó en la Feria de Basilea en 1970. El Beta 21 fue lanzado por numerosos fabricantes, con modelos como el Omega Electroquartz. El 6 de mayo de 1970, Hamilton presentó el Pulsar, el primer reloj digital electrónico del mundo. En los años 1970 y principios de los 1980, los relojes de cuarzo producidos en Asia coparon una cuota de mercado masiva. La llamada "Crisis del cuarzo" significó el fin de alrededor de 900 empresas relojeras en Suiza y el desempleo de dos tercios de los trabajadores de la industria relojera. La cuota de mercado de los fabricantes suizos en todo el mundo cayó al 13 por ciento.
En 1970, Oris renunció a su independencia y pasó a formar parte de la Allgemeine Schweizer Uhrenindustrie AG (ASUAG), asociación predecesora del Grupo Swatch. La dirección de la organización matriz obligó a Oris a fabricar relojes de cuarzo para competir con los japoneses. Sin embargo, esta política no devolvió el éxito a la compañía. A principios de los años 1980, Oris empleaba solo a unas pocas docenas de personas, y en 1981 abandonó la producción de sus propios movimientos.

### Independencia
Como muchos otros fabricantes de relojes suizos a principios de los años 1980, Oris estaba al borde del cierre. El director general de la firma, el doctor Rolf Portmann, que fue fundamental en la revocación del Estatuto de la Relojería, y el director de marketing Ulrich W. Herzog se hicieron cargo del resto de la empresa en 1982 como parte de una adquisición por la dirección. Esto convirtió a Oris en una empresa independiente. Poco después, la recién formada e independiente Oris SA decidió abandonar el cuarzo y producir relojes mecánicos en el segmento de precio medio. En 1988, Oris presentó un reloj de pulsera con alarma, con el calibre 418, que incorporaba su propio módulo de alarma utilizando un gong. En 1992, la empresa pasó a producir solo relojes mecánicos.
También fabricó una serie muy pequeña de relojes promocionales de lujo bajo la marca 'Saros' a pedido de grandes empresas para ocasiones muy especiales. Estos relojes fabricados en Hölstein solo se reconocen por las inscripciones en la parte posterior, ya que el marco está completamente dedicado al tema de la promoción. Los movimientos de estos relojes a medida eran principalmente de cuarzo, fabricados en Suiza.
La marca sigue siendo uno de los pocos fabricantes de relojes suizos independientes de grandes grupos como Swatch, Richemont o LVMH.

### SigloXXI
Desde el cambio de milenio, la empresa se ha concentrado en los sectores del mercado de relojes de buceo, aviación y deportes del motor.

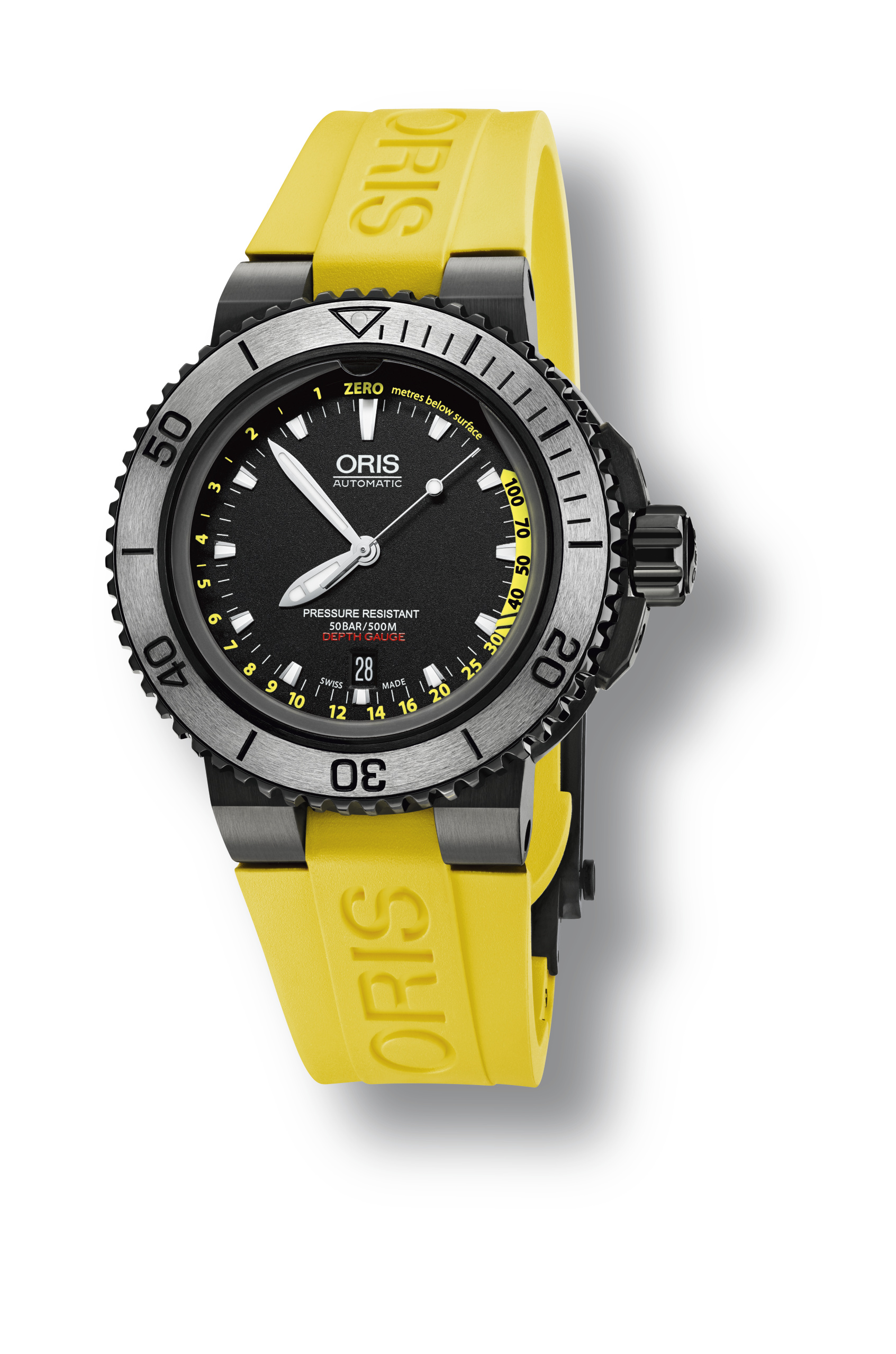
Oris Aquis Depth Gauge

- Buceo: En 2004, se desarrolló el sistema Quick Lock Crown, que solo requiere un giro de 120 grados en el sentido de las agujas del reloj para asegurar la corona en su lugar.[33] En 2009, Oris presentó el Rotation Safety System, un dispositivo que bloquea la rotación unidireccional del bisel de un reloj de buceo en su lugar, evitando que se desajuste accidentalmente bajo el agua.[34] La firma patentó el Oris Aquis Depth Gauge, su primer profundímetro de buceo mecánico, en 2013. Permite que el agua pase hasta el medidor por un conducto a través de un pequeño orificio situado a las 12 en punto. El agua entra por el orificio bajo presión, creando una marca de agua que permite medir la profundidad.[35] A principios de la década de 2020, el producto estrella de la marca seguía siendo la línea de relojes de buceo Aquis, que presenta el Calibre 400 de fabricación propia y el sistema Quick Strap Change, que permite cambiar la correa fácilmente y sin herramientas.[36]
- Cultura: El Artelier Worldtimer (2004) fue parte del Oris Centennial Set de la marca, lanzado para celebrar su 100° aniversario.[37] Un cronómetro mundial muestra las 24 horas del día de distintas zonas horarias, generalmente mediante un anillo en el que figuran los nombres de las ciudades que son representativas de cada zona.[38] El Artelier Worldtimier, en cambio, utiliza un bisel giratorio de 2 vías que permite al usuario hacer avanzar o retroceder la manecilla de la hora local en incrementos de una hora mientras también acciona la fecha.[39]
- Deportes de motor: Aunque la "Colección de deportes de motor" se inauguró en 1970 con el modelo Chronoris, sr presencia se reforzó a través de una asociación con el equipo de Fórmula 1 Williams Racing en 2003, lo que dio como resultado el lanzamiento en 2015 del "Williams" con cajas de acero inoxidable o fibra de carbono negra y titanio, una correa de caucho negra deportiva, esfera oscura y detalles en azul del color del equipo.[40] En 2018, Oris cesó su patrocinio de la F1 porque el enfoque de la empresa de relojes cambió a la conservación del medio ambiente.[41]

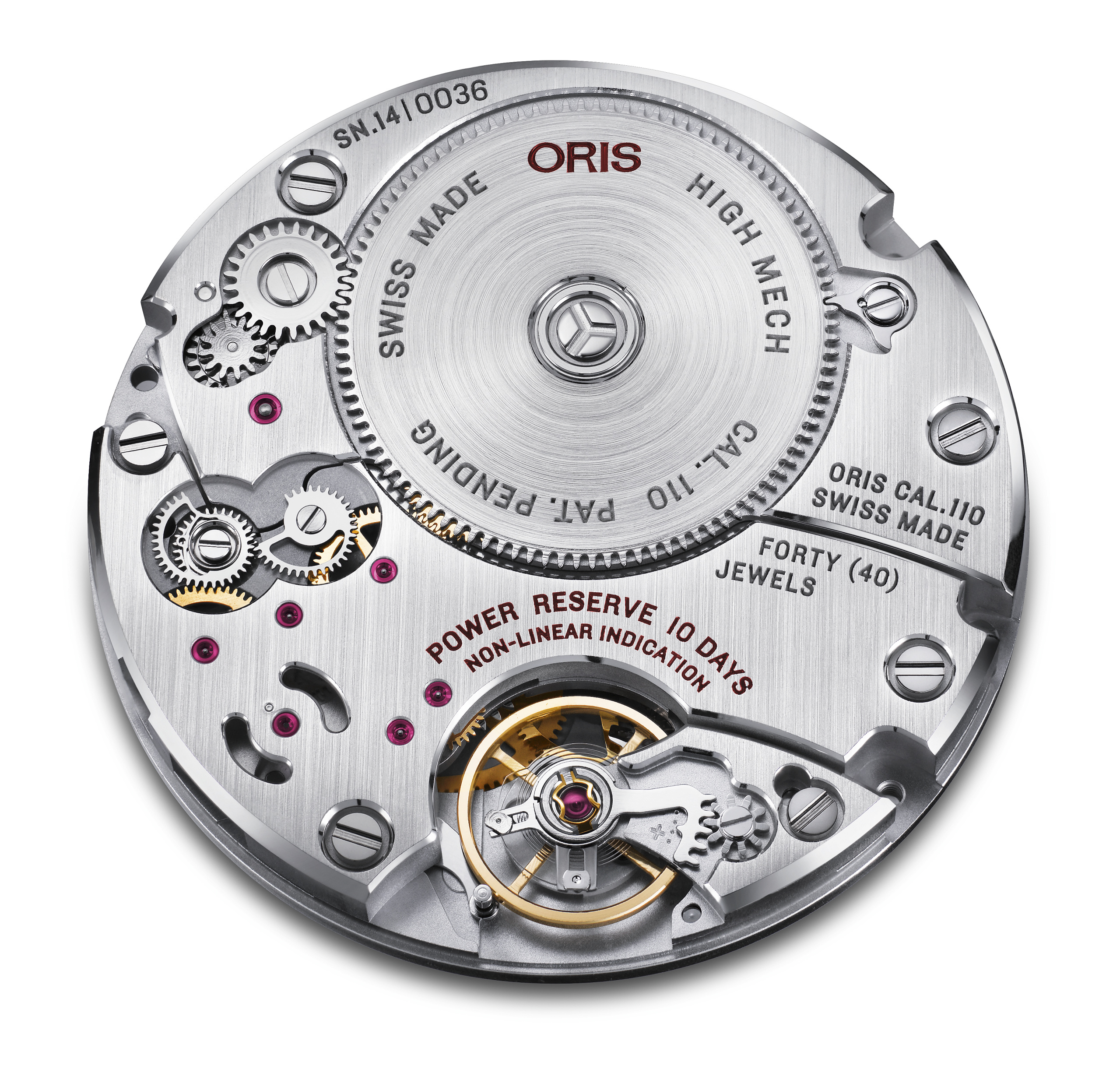
Oris Calibre 110 02

Desde 2002, el rotor rojo ha servido como marca registrada de Oris y característica distintiva, y es visible en muchos relojes de la firma a través de fondos de caja transparentes.
En 2005, Oris patrocinó un evento cívico en Hölstein en el que aparecía un oso sonriente. Este "Oso Oris" se convirtió posteriormente en la mascota de la empresa.
En 2014, Oris celebró 110 años de relojería con su primer calibre desarrollado internamente en 35 años. El Calibre 110 era un movimiento de cuerda manual que presentaba una reserva de marcha de 10 días y un indicador de reserva de marcha no lineal patentado. Presentaba un resorte de barrilete excepcionalmente grande con un resorte de 6 pies (1,8 m). Fue el resultado de una colaboración entre Oris y L'École Téchnique de Le Locle, que tardó más de 10 años en hacerse realidad. En 2020, Oris presentó el Calibre 400, un movimiento interno que es antimagnético hasta 2250 gauss, tiene una reserva de marcha de 5 días (120 horas), un intervalo de servicio recomendado de 10 años y viene con una garantía de 10 años. Desde 2014, Oris ha desarrollado su propio Programa de Creación de Movimientos, que durante la década siguiente ha presentado diez nuevos calibres mecánicos, el último de los cuales (a partir de 2023) es el calibre 473 de cuerda manual con cinco días de reserva de marcha, mayor antimagnetismo y una garantía de 10 años.
En 2022, Oris fue nombrado Cronometrador Oficial del Lord’s Cricket Ground, el primero en la historia del club de cricket de 230 años de antigüedad.

## Modelos notables

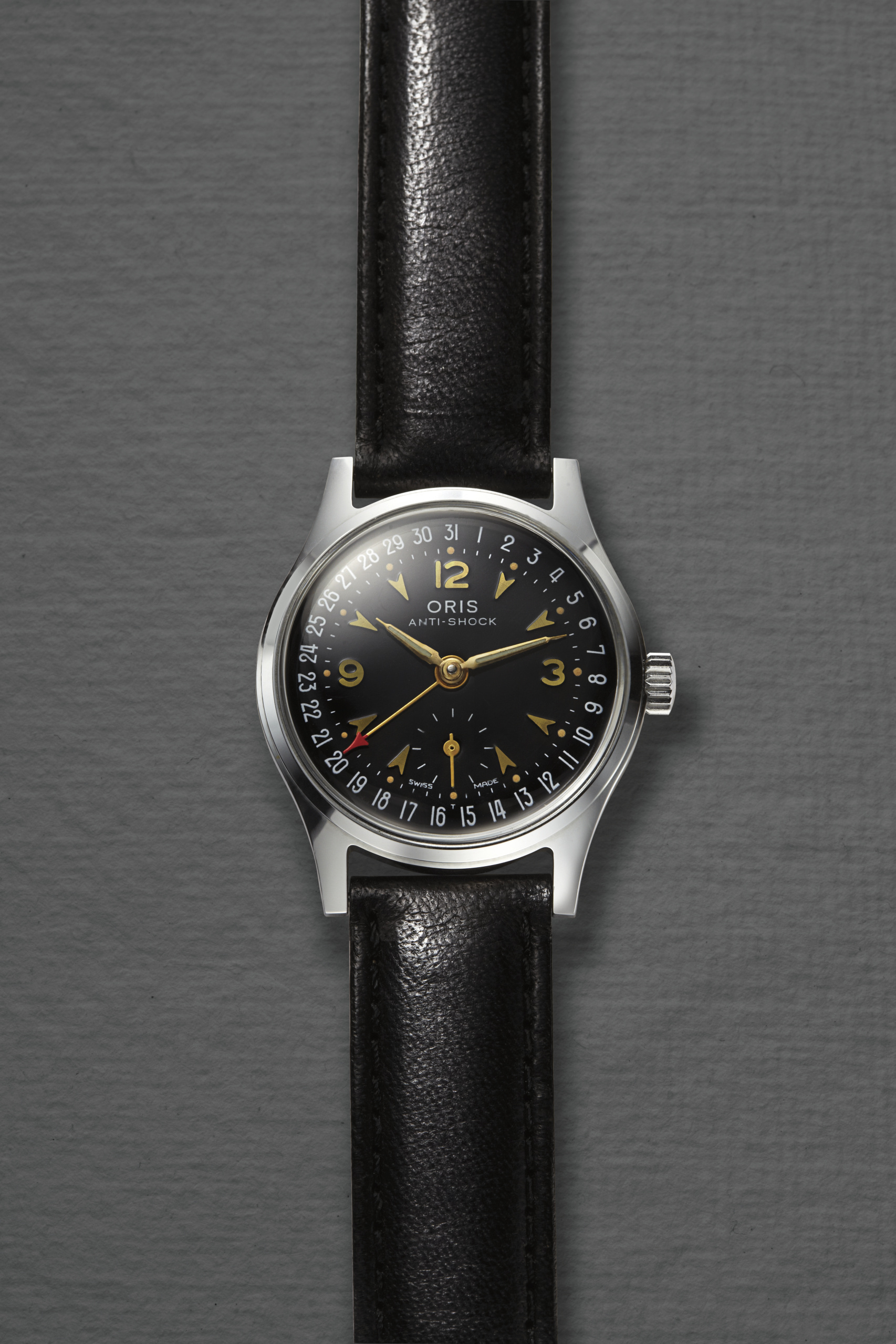
Oris Pointer Date 1938

- Big Crown Pointer Date (1938): Tenía una corona de gran tamaño que podía ser operada fácilmente por un piloto con guantes, junto con grandes números arábigos para que la hora pudiera leerse rápidamente en la cabina. Tenía un bisel estriado y una manecilla central con una punta de puntero que indicaba la fecha.[49] En 2022, una nueva edición presentó una caja de 40 mm hecha de bronce y empleó el movimiento automático Calibre 754 de Oris.[50]
- 8-Day-Clock (1949)
- Chronoris (1970): Temporizador de 60 segundos con un bisel interno que se ajusta con la corona a las 3, mientras que la corona a las 4 da cuerda al reloj y establece la hora. El pulsador a las 2 inicia, detiene y reinicia el cronómetro. El modelo fue reeditado en 2005 y nuevamente en 2017 como Chronoris Date, con el calibre automático Oris 733, basado en el Sellita SW 200-1.[51]
- Oris Worldtimer (1997): Incorporó una complicación de múltiples zonas horarias, utilizando pulsadores a las 4 y 8 para avanzar o disminuir respectivamente la manecilla de la hora principal (hora local) en una hora con cada clic.[52] En 2017, se lanzó una nueva edición mediante la cual la manecilla de la hora se podía ajustar girando el bisel en lugar de a través del sistema de dos pulsadores del modelo anterior.[53]
- Aquis (2011): Presentaba una caja resistente al agua hasta 300 metros, con una corona atornillada; un bisel de escala de buceo unidireccional con trinquete; un cristal de zafiro abovedado sobre la esfera; un conjunto de asas distintivas que se atornillan de forma segura a la correa o brazalete; una ventana de fecha a las 6 en punto; e impulsado por el calibre Oris 733.[54] En 2017, Oris comenzó a actualizar la colección Aquis,[55] con el resultado de que para 2023 había 42 configuraciones diferentes en tamaños de 39 mm, 41,5 mm y 43,5 mm.[56]
- Rectangular (2021): El primer reloj de forma rectangular de Oris apareció en 1996 como homenaje a Miles Davis y se diseñó un modelo de edición limitada en honor a Bob Dylan en 2008. Ninguno de los dos tuvo un atractivo comercial significativo. En 2021, Oris revivió la serie con cajas de acero inoxidable de cuatro lados que miden 25,5 mm de diámetro y 30 mm de longitud, más pequeñas que los relojes Oris rectangulares anteriores.[57]
- Coulson Limited Edition (2022): Inspirada en los esfuerzos de Coulson Aviation para combatir los incendios forestales, y desarrollada en conjunto con la Escuela Politécnica Federal de Zúrich, Oris utiliza un proceso de impresión 3D único que imprime simultáneamente fibra de carbono y polietercetonacetona, un polímero derivado de la industria aeroespacial para crear una caja compuesta de fibra de carbono extremadamente ligera y rígida.[58]
- ProPilot Altimeter (2023): El primer reloj de pulsera que utiliza un altímetro mecánico integrado, mediante el cual al desenroscar la corona se permite que entre aire en la caja, de modo que una vez que la escala interna se ajusta a una presión de aire de referencia, el reloj mostrará con precisión la altitud actual del usuario.[59]